# محمدرضا عرب عامری
محمدرضا عرب عامری (متولد ۲۷ دی ۱۳۷۵) ورزشکار تیراندازی با کمان پارالمپیکی ایرانی و رکورد دار این ماده ورزشی است.
وی در اولین تجربه حضور در بازی‌های پارالمپیک، موفق به کسب مدال برنز ریکرو انفرادی مردان در پارالمپیک پاریس ۲۰۲۴ شد.
او پیشتر در بازی‌های پاراآسیایی ۲۰۲۲ در هانگژو چین که اولین تجربه حضور وی در مسابقات پارآسیایی بود، موفق به شکستن رکورد جهانی و ثبت رکورد جدید ۶۶۷ از مجموع ۷۲۰ امتیاز در بخش کوالی انفرادی مسافت ۷۰ متر ریکرو پاراتیراندازی با کمان و کسب دو مدال طلای این مسابقات شده بود.